# Space Transportation System
Космічна транспортна система (Space Transportation System STS), також відома в НАСА як Інтегрований програмний план (IPP), була запропонованою системою багаторазових космічних апаратів з екіпажем, передбачених у 1969 році для підтримки розширених операцій за межами програми «Аполлон» (НАСА присвоїло назву своїй програмі космічних човників, єдиному компоненту пропозиції, який витримав схвалення фінансування Конгресом). Мета системи була подвійна: здешевити космічні польоти шляхом заміни наявного способу запуску капсул на одноразових ракетах багаторазовими космічними кораблями; а також підтримувати амбітні подальші програми, включаючи постійні орбітальні космічні станції навколо Землі та Місяця, а також місію для висадки людей на Марс.

## Інтернет-ресурси
- Beyond Apollo: Five options for NASA's future (1970). Архів оригіналу за 8 жовтня 2011.
- Report of the Space Task Group, 1969